# История Аляски
История Аля́ски — исследование и описание истории территории, на которой располагается американский штат Аляска.

## Первые поселенцы
Через территорию Аляски шло заселение человеком Америки, которое проходило в три этапа: америнды, на-дене (тлинкиты) и эскимосы. Эскимосы и родственные им алеуты археологически фиксируются с III тыс. до н. э. (палеоэскимосы), их предки создали археологическую древнеберингоморскую культуру и культуру Туле.
На полуострове Сьюард в штате Аляска в районе мыса Эспенберг в местечке «Всплывающий кит» (англ. Rising Whale) были обнаружены бронзовые и железные артефакты возрастом 1 тысяча лет, что свидетельствует о контактах жителей Восточной Азии с Америкой (Аляской).
На мысе Пуньик-Пойнт (англ. Punyik Point) у заполярного горного хребта Брукс-Рейндж, на озере Кайяк (англ. Kaiyak House) и в Киньиксугвике (англ. Kinyiksugvik) на Аляске нашли бирюзовые бусины типа IIa40, которые попали в Америку из Венеции через Евразию и Берингов пролив за несколько десятилетий до плавания Христофора Колумба — между 1440 и 1480 годами. Доставщиками бусин могли быть чукчи или представители других сибирских народов, которые продавали их в обмен на китовый жир, шкуры северных оленей.

## Открытие Аляски
Предполагается, что первыми европейцами, увидевшими берега Аляски, были участники экспедиции Семёна Ивановича Дежнёва в 1648 году, которые первыми проплыли по Берингову проливу из Студёного моря в Тёплое.
Кроме того, есть отрывочные сведения о посещении русскими людьми Америки в XVII веке.
Первыми европейцами, посетившими Аляску 21 августа 1732 года, были члены команды бота «Святой Гавриил» под началом геодезиста Михаила Спиридоновича Гвоздева и подштурмана Ивана Фёдорова в ходе экспедиции Афанасия Федотовича Шестакова и Дмитрия Ивановича Павлуцкого 1729—1735 годов. Экспедиция Гвоздева зафиксировала территорию мыса Принца Уэльского.
В 1745 году группа русских промышленников под предводительством Михаила Васильевича Неводчикова на судне «Святой Евдоким» ступили на берег алеутского острова Атту, где произошла стычка с алеутами (в 1760 году остров посетило очередное русское судно «Святой Иоанн Предтеча»). В 1753 году русские промышленники высадились на остров Адак, в 1756 году — на остров Танага. В 1758 году бот «Святой Иулиан» под начальством морехода и передовщика Степана Гавриловича Глотова достиг острова Умнак из группы Лисьих островов Алеутской гряды. Три года провели промышленники на Умнаке и соседнем большом острове Уналашке, занимаясь промыслом и торговлей с местными жителями.
С 1774 года плавания к северо-западным берегам Америки начали испанцы.
В 1778 году экспедицию к берегам Аляски предпринял Джеймс Кук, а в 1779 году — Франсиско Морелль.

## Русская Америка
При освоении русскими промышленниками Алеутских островов имели место многочисленные случаи насилия, грабежа, взятия в заложники и убийств местного населения (в частности, в 1760 году действия промышленника Василия Шошина на острове Булдырь (Крысьи острова) имели признаки прямого геноцида).
В 1763—1765 годах на Алеутских островах произошло восстание туземцев, жестоко подавленное русскими промышленниками. В 1772 году на алеутской Уналашке основано первое торговое русское поселение. Летом 1784 года экспедиция под командованием Григория Ивановича Шелихова (1747—1795) высадилась на Алеутских островах и 14 августа основала русское поселение Кадьяк. В 1791 году уже на американском материке был основан форт святого Николая. В 1792/1793 году экспедиция промышленника Василия Иванова достигла берегов реки Юкон.
В сентябре 1794 года на остров Кадьяк прибыла православная миссия в составе 8 монахов из Валаамского и Коневского монастырей и Александро-Невской Лавры во главе с архимандритом Иоасафом (с 10 апреля 1799 года епископ Кадьякский). Сразу же по приезде миссионеры незамедлительно начали возводить храм и обращать язычников в православную веру. С 1816 года на Аляске служили и женатые священники. Православные миссионеры внесли весомый вклад в освоение Русской Америки.
C 9 июля 1799 года по 18 октября 1867 года Аляска с прилегающими к ней островами находилась под управлением Русско-американской компании. Первым губернатором Аляски стал Александр Андреевич Баранов. За годы его правления значительно расширились границы русских владений на Аляске, возникли новые русские поселения. Появились редуты в Кенайском и Чугацком заливах. Началось строительство Новороссийска в заливе Якутат. В 1796 году, продвигаясь к югу вдоль побережья Америки, русские достигли острова Ситка. Основу экономики Русской Америки составлял промысел морского зверя (калан, сивуч), который осуществлялся с опорой на алеутов.
Однако в ходе освоения земель Аляски русские натолкнулись на ожесточённое сопротивление индейцев-тлинкитов. В 1802—1805 годах разразилась Русско-индейская война, которая закрепила Аляску за Россией, но ограничила дальнейшее продвижение русских вглубь Америки. Столица Русской Америки была перенесена в Ново-Архангельск.
Россия столкнулась c британской Компанией Гудзонова залива. Во избежание недоразумений в 1825 году была очерчена восточная граница Аляски по согласованию между Россией и Великобританией (сейчас граница между Аляской и Британской Колумбией).

## Продажа Аляски
Боевые действия на Дальнем Востоке, в период Крымской войны, показали абсолютную незащищённость восточных земель Империи и в особенности Аляски. Дабы не потерять даром территорию, которую было невозможно защитить и освоить в обозримом будущем, было принято решение о её продаже. 16 декабря 1866 года в Санкт-Петербурге состоялось специальное совещание, на котором присутствовали Александр II, великий князь Константин Николаевич, министры финансов и морского министерства, а также российский посланник в Вашингтоне барон Эдуард Андреевич Стекль. Все участники одобрили идею продажи. По предложению министерства финансов был определён порог суммы — не менее 5 миллионов долларов золотом. 22 декабря 1866 года Александр II утвердил границу территории.
В марте 1867 года Стекль прибыл в Вашингтон и официально обратился к госсекретарю Уильяму Генри Сьюарду. Подписание договора состоялось 30 марта 1867 года в Вашингтоне. Территория площадью 1 519 000 км² была продана за 7,2 миллиона долларов золотом, то есть по 4,74 доллара за км2.
Покупка Аляски — вторая крупная покупка территории правительством США. Первой в 1803 году была куплена Французская Луизиана у Франции. Луизианская покупка обошлась бюджету США несколько дороже — примерно по $7 за км². Однако это были куда более плодородные и приспособленные для жизни земли, в частности территория вдоль широкой полноводной и судоходной реки Миссисипи и её притоков с портом Новый Орлеан в её устье у Мексиканского залива, а также земли Великих равнин. Именно эти земли в основном осваивались фермерами по Гомстед-акту 1862 года.

## В составе США
С 1867 года Аляска находилась в ведении военного министерства США и называлась «Округ Аляска» (англ. Department of Alaska), в 1884—1912 годах «округ» (англ. District of Alaska). 18 октября 1867 года в Новоархангельске, который отныне начал называться Ситка, был поднят флаг США. Первым американским губернатором Аляски стал генерал Джефферсон Коламбус Дэвис. В 1869 году На Аляске оставалось около 200 русских, более 200 колониальных граждан и более полутора тысяч креолов. Все эти люди были носителями русских культурных традиций, для колониальных граждан русский язык был родным, а большинство креолов были двуязычны. В 1870 году на Аляске проживало 483 русских и 1421 креолов. В 1880 году «белых» было 430 человек, креолов 1756. Всё население Нинильчика (полуостров Кенай) сохраняло русский язык как родной буквально до Второй мировой войны. В других посёлках Кенайского полуострова после продажи Аляски русский язык довольно быстро вышел из употребления. Это объясняется тем, что креольское население этих посёлков либо переходило на местные языки, либо изучало английский. После продажи Аляски креолы и даже некоторые русские были отнесены к категории «нецивилизованных племён» и находились в этом статусе до 1915 года, когда их приравняли в правах к американским индейцам. Лишь в 1934 году креолы вместе с другим коренным населением США получили статус американских граждан.
Для удовлетворения духовных нужд православных жителей Аляски в 1870 году была создана Алеутская епархия Русской Православной Церкви (в настоящее время епархия Аляски в составе Православной церкви в Америке). До 1917 года из России на Аляску приезжали епископы и священники, направлялись иконы, облачения и церковная утварь, духовная и богослужебная литература, поступали денежные средства на строительство и содержание храмов и школ.
В 1880 году вождь одного из племён индейцев Тлингит по имени Кови привёл к ручью, стекающему в пролив Гастино, двух старателей. Джозеф Джуно и Ричард Харрис нашли там золото и заявили права на участок — «Золотой Ручей», оказавшийся одним из богатейших золотых приисков. Рядом вырос посёлок, а потом и город Джуно, который в 1906 году стал столицей Аляски. История Кетчикана началась в 1887 году, когда был построен первый консервный завод. Регион развивался медленно вплоть до начала золотой лихорадки на Клондайке в 1896 году. За годы золотой лихорадки на Аляске было добыто около тысячи тонн золота, что в ценах на 1 января 2021 года соответствовало 61,3 миллиардов долларов.

### «Золотая лихорадка»
Лихорадка началась после того, как 16 августа 1896 года старатели Джордж Кармак, Джим Мейсон Скукум и Чарли Доусон обнаружили золото на ручье Бонанза-Крик, впадающем в реку Клондайк. Новость об этом быстро облетела обитателей бассейна реки Юкон. Однако понадобился ещё год, чтобы информация достигла большого света. Золото не вывозилось до июня 1897 года, когда открылась навигация и океанские лайнеры «Экскелсиор» и «Портленд» приняли груз из Клондайка. «Экскелсиор» прибыл в Сан-Франциско 17 июля 1897 года с грузом на сумму около полумиллиона долларов, возбудив интерес публики. Когда через три дня «Портленд» прибыл в Сиэтл, его встречала толпа. Газеты сообщили о половине тонны золота, но это было приуменьшением, так как корабль перевёз более тонны металла.
В 1911 году 17 августа был объявлен на территории Юкона днём открытия (англ. Discovery Day). Со временем третий понедельник августа стал выходным днём. Основные празднества проходят в городе Доусон.

### Территория Аляска
В 1912 году Аляска получила статус территории. В 1916 году население Аляски насчитывало 58 тыс. человек. Экономика держалась на добыче меди и рыболовстве.
3 июня 1942 года японская авиация атаковала военно-морскую базу «Датч-Харбор» и форт «Mears» в гавани Датч-Харбор, штат Аляска. В том же году японцы на год овладели рядом островов близ Аляски: Атту (6 июня) и Кыска. В 1943 году там произошла кровопролитная Битва за Атту между японским гарнизоном острова и американо-канадским десантом. В результате этой битвы с обеих сторон погибло 3500 солдат.

### Штат США
Послевоенное противостояние Америки и Советского Союза, годы холодной войны ещё более усилили роль Аляски как щита против возможной трансполярной атаки и способствовали освоению её безлюдных просторов. Аляска объявлена штатом 3 января 1959 года. С 1968 года разрабатываются разные минеральные ресурсы, особенно в районе залива Прадхо-Бэй, на юго-востоке от Пойнт-Барроу. В 1977 году проложен нефтепровод от залива Прудо-Бей до порта Валдез. В 1989 году разлив нефти с танкера «Эксон Валдиз» стал причиной серьёзного загрязнения окружающей среды.